# Ослер (Саскачеван)
Ослер (енгл. Osler) је малено урбано насеље са административним статусом вароши у централном делу канадске провинције Саскачеван. Насеље лежи уз аутопут 11 на око 20 км северно од највећег града у провинцији Саскатуна, односно на око 10 км северно од града Вормана, и око 35 км јужно од варошице Хејг.

## Историја
Насеље се развило уз железнички станицу подигнуту 1892. уз трасу железничке пруге која је повезивала Саскатун са градом Принц Алберт на северу. Насеље је добило име у част банкара и сенатора Едмунда Бојда Ослера (1845 — 1924) који је финансијски помагао изградњу железнице кроз ову област. 
Насеље је 1904. административно уређено као село и са тим статусом је остало све до маја 1918. када је изгубило тај статус и поново постало рурално насеље. По други пут је уређен као село 1968, а од 1985. има статус провинцијске вароши. Године 1986. у вароши су живела 594 становника. 

## Демографија
Према резултатима пописа становништва из 2011. у варошици је живело 1.088 становника у укупно 358 домаћинстава, што је за 17,5% више у односу на 926 житеља колико је регистровано 
приликом пописа 2006. године.
| 2006. | 2011. | 2016. |
| ----- | ----- | ----- |
| 926   | 1.088 | 1.237 |